# Sonceboz-Sombeval
Sonceboz-Sombeval – gmina (niem. Einwohnergemeinde) w północno-zachodniej Szwajcarii, w kantonie Berno, w regionie administracyjnym Berner Jura, w okręgu Berner Jura. 31 grudnia 2020 roku liczyła 1954 mieszkańców. 

## Demografia
Według danych z 2000 r. 81,5% mieszkańców gminy była francuskojęzyczna, 12,1% niemieckojęzyczna, a 3,2% włoskojęzyczna. Na dzień 31 grudnia 2020 obcokrajowcy stanowili 18,9% ogółu mieszkańców.

## Transport
Przez teren gminy przebiega autostrada A16 oraz drogi główne nr 6 i nr 30.